# Alberswil
Alberswil (schweizerdeutsch: [ˈɑʊ̯b̥əɾʓˌʋɪʊ̯]) ist eine politische Gemeinde im Wahlkreis Willisau des Kantons Luzern in der Schweiz.

## Geographie
Alberswil ist ein Strassendorf am westlichen Rand der Ebene des Wauwilermooses und liegt am Fuss eines Hügels namens Kastelen. Der Ort besteht aus den Ortsteilen Kastelen, Ober- und Unterdorf sowie Burgrain. Von der Gemeindefläche von 358 ha sind (Stand 2015/16) 71,1 % landwirtschaftliche Nutzfläche, 17,4 % bestehen aus Wald und Gehölz, und weitere 10,4 % des Gemeindegebietes werden als Siedlungsfläche gebraucht.
Nachbargemeinden von Alberswil sind Ettiswil im Osten, Schötz im Norden und Willisau im Süden.

## Bevölkerung
Die Zahl der Einwohner wuchs von 1798 bis 1850 stark von 279 auf 429 Personen. Danach schwankte sie bis 1960 stets zwischen 400 und 500 Personen. 1970 wurde mit 360 Einwohnern ein Tiefpunkt erreicht. Seither wächst die Einwohnerschaft stetig an.
Quelle: Bundesamt für Statistik; 1850 bis 2000 Volkszählungsergebnisse, 2010 ESPOP, seit 2011 STATPOP

### Sprachen
Deutsch ist die Hauptsprache in Alberswil und wird von 91,40 % der Bewohner als Umgangssprache verwendet. Albanisch mit 4,59 % und Türkisch mit 1,91 % sind die grössten Sprachminderheiten.

### Religionen – Konfessionen
Ursprünglich bestand die gesamte Einwohnerschaft aus Mitgliedern der Römisch-Katholischen Kirche. Im Jahr 2000 waren noch 78,97 % der Einwohner römisch-katholische Christen. Religiöse Minderheiten waren die 9,37 % evangelisch-reformierten Christen, die 4,21 % Muslime und die 2,68 % Konfessionslosen.

### Herkunft – Nationalität
Ende 2019 zählte die Gemeinde 659 Einwohner. Davon waren 574 Schweizer Staatsangehörige und 85 (= 12,9 %) Menschen anderer Staatsangehörigkeit. Die grössten Zuwanderergruppen kommen aus Deutschland (27 Menschen), dem Kosovo (14), der Türkei (10), Serbien (8) und Portugal (6).

## Geschichte

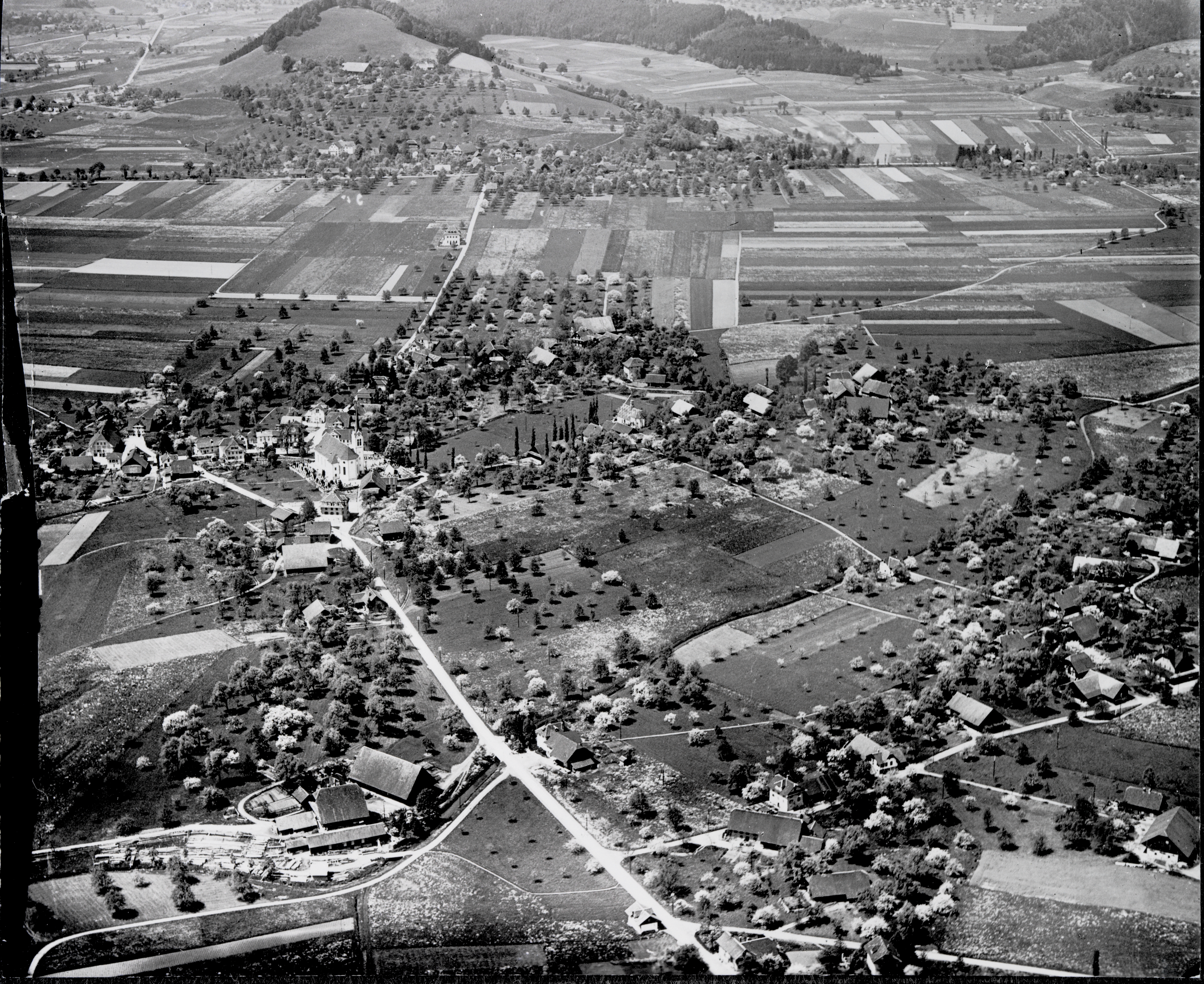
Luftbild aus 300 m von Walter Mittelholzer (1931)

Erstmals erwähnt wird Alberswile in einem Rodel des Klosters Einsiedeln von 1217 bis 1222 und 1236 in einem Schutzbrief von Papst Gregor IX. für das Kloster Engelberg. Der Ortsname ist wahrscheinlich eine Zusammensetzung aus dem althochdeutschen Personennamen A(tha)lbert und dem bei alamannischen Gründungen häufigen Hinterglied -wīlāri zur Bezeichnung neuer Hofsiedlungen.
Erste bekannte Besitzer der Burg Kastelen, zu welcher Alberswil gehörte, waren die Herren von Lenzburg. Diesen folgten im Jahr 1258 die Grafen von Kyburg. 1273 verkaufte die Erbin Anna von Kyburg, welche mit Eberhard von Habsburg verheiratet war, dieses Erbe an Rudolf von Habsburg. Zwischen 1275 und 1415 übten im Namen der Habsburger verschiedene Lehnsherren die Herrschaft aus. 1415 kam die Gegend an Luzern, und der letzte habsburgische Lehnsherr Peter von Luternau nahm 1416 das Burgrecht der Stadt Luzern an. Direkt von Luzern regiert wurde die Herrschaft Kastelen aber erst seit dem Jahr 1644. Am 23. Mai 1653 floh beim Anmarsch der Bauern im Bauernkrieg der letzte Bewohner der sonst leerstehenden Burg Kastelen, ein Feuerwächter. Die Bauern machten die Burg unbewohnbar, indem sie das Dach abdeckten. Die Burg Kastelen wurde so zur Ruine. 1884 ging die Gemeinde Alberswil, welche seit 1803 zum Amt Willisau gehörte, Konkurs durch den Bau einer Armenanstalt und eines Bürgerasyls im Gut Burgrain. Die Gemeinde wurde 1888–1898 vom Kanton Luzern zwangsverwaltet.

## Politik

### Gemeinderat
Der Gemeinderat Alberswil besteht aus drei Mitgliedern und ist wie folgt aufgestellt (Stand Januar 2024):
- Corinne Albisser (CVP): Gemeindepräsidentin
- Josef Häfliger (CVP): Gemeindeammann; Finanzen, Bau und Infrastruktur
- Peter Meier (Mitte): Sozialvorsteher

### Kantonsratswahlen
Bei den Kantonsratswahlen 2023 des Kantons Luzern betrugen die Wähleranteile in Alberswil: Mitte (mit JMitte und Mitte+60) 40,08 %, SVP 22,62 %, FDP 21,68 %, Grüne 6,36 %, glp 5,42 % und SP 3,83 %.

### Nationalratswahlen
Bei den Schweizer Parlamentswahlen 2023 betrugen die Wähleranteile in Alberswil: Mitte 36,8 %, SVP 29,3 %, FDP 17,5 %, glp 4,8 %. Grüne 3,8 %, SP 3,8 %, übrige 4,7 %.

## Wirtschaft
Die Zahl der Erwerbstätigen betrug im Jahr 2000 289 Personen. 29 Zupendlern standen 203 Wegpendler (in die ganze Region verstreut) gegenüber. Früher arbeitete die Bevölkerung in der Landwirtschaft und in mehreren Mühlen. Letzteres Gewerbe ist ausgestorben. Heute (Stand 2001) gibt es noch 19 Landwirtschaftsbetriebe, welche 39,8 % der Beschäftigten einen Arbeitsplatz bieten. In Industrie und Gewerbe finden 18,6 % und in Dienstleistungsberufen 41,6 % ein Auskommen.
Drei Gesellschaften vom Burgrain-Areal (Agrovision Burgrain AG, RegioFair Agrovision Zentralschweiz AG und Biokäserei Burgrain AG) fusionierten per 1. Januar 2023 zur Agrovision Burgrain AG. Im Zentrum des Unternehmens steht die Förderung von nachhaltigen Bio-Landwirtschaftsprodukten.

### Verkehr
Alberswil ist durch den Busbetrieb von Nebikon nach Willisau durch den Öffentlichen Verkehr erschlossen. Die nächstgelegenen Bahnstationen sind Nebikon (Strecke Luzern-Olten) und Willisau (Strecke Langenthal-Luzern). Die Autobahnanschlüsse Dagmersellen und Sursee an der A2 sind 8 respektive 10 km entfernt.

## Bildung
Die Gemeinde verfügt über einen Kindergarten und eine Primarschule, in der im Schuljahr 2022/2023 27 respektive 35 Schüler lernten. Ab der 7. Schulklasse gehen die Schüler von Alberswil im benachbarten Ettiswil zur Schule.

## Sehenswürdigkeiten
Die Ruine Kastelen ist historisch die bedeutendste Sehenswürdigkeit. Sie wurde von 1996 bis 2001 durch einen Gönnerverein teilrestauriert. Ebenfalls sehenswert ist das frühbarocke Landschloss Kastelen, das 1682 der damalige Landvogt von Willisau Heinrich von Sonnenberg errichten liess. Der T-förmige Bau mit den zwei Gartenpavillons ist ein frühes Beispiel des barocken Landedelsitzes im Kanton Luzern. Das Schloss war bis 2021 Teil des Fideikommiss der Familie von Sonnenberg.
Auf dem Hügel Burgrain steht die Kapelle St. Blasius. Sie wird erstmals im Jahr 1309 erwähnt als Besitz des Klosters Disentis. Nach mehreren Besitzerwechseln gelangte sie das Kloster St. Urban. Die heutige Kapelle, deren steile Proportionen noch der Gotik verpflichtet sind, wurde wie das Landschloss 1682 errichtet. Die Inneneinrichtung, vor allem die Hochaltäre sowie die alten Kassettendecken im Schiff und im Chor, stammen noch aus der ursprünglichen Kapelle.
Der Hof Burgrain am gleichnamigen Hügel war von 1873 bis 1962 Armenanstalt und Bürgerasyl. Danach übernahm die Landwirtschaftsschule Willisau das Gut und errichtete darin im Jahr 1974 das Schweizerische Museum für Landwirtschaft und 
Agrartechnik.

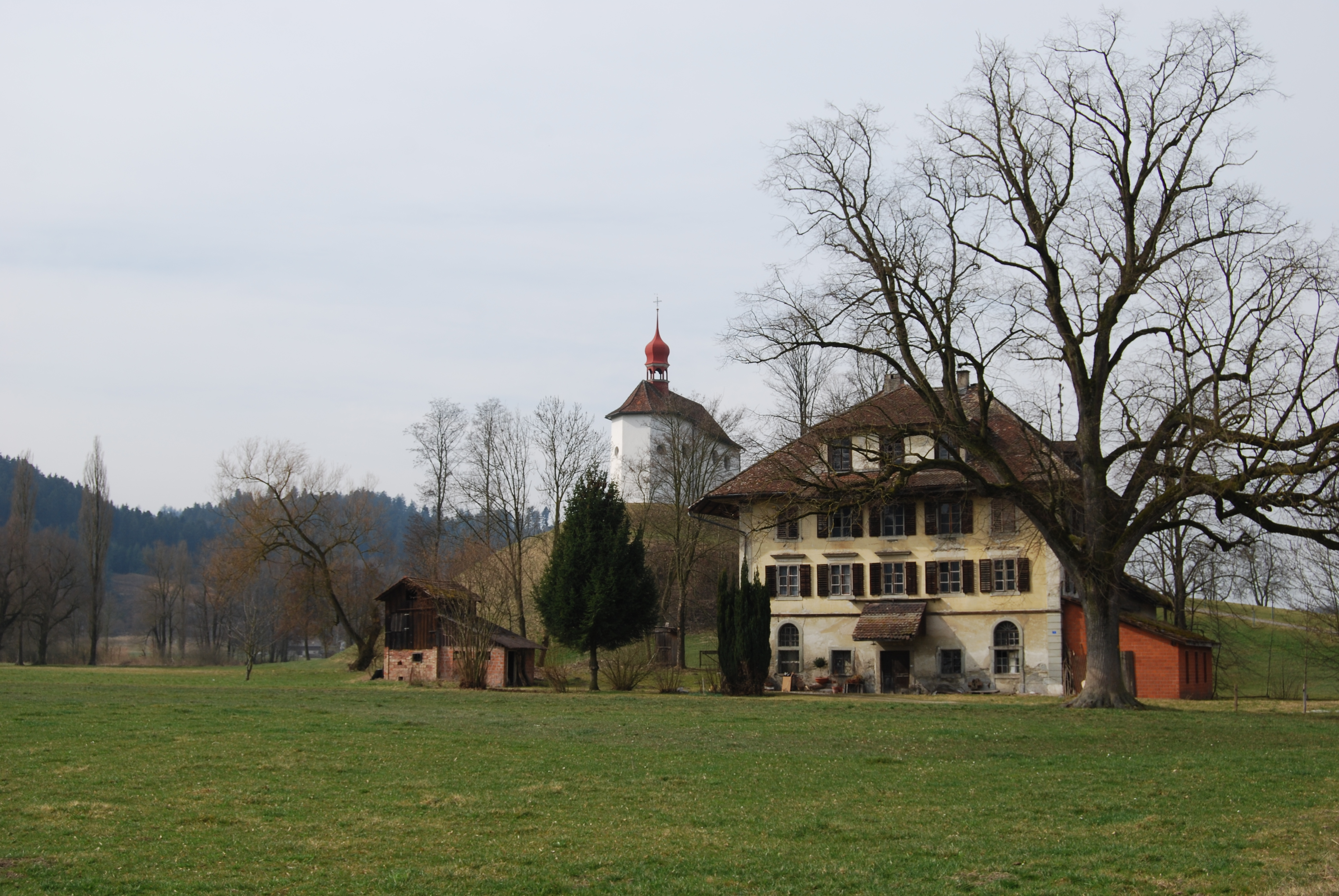
Burgrain und Kapelle St. Blasius März 2012
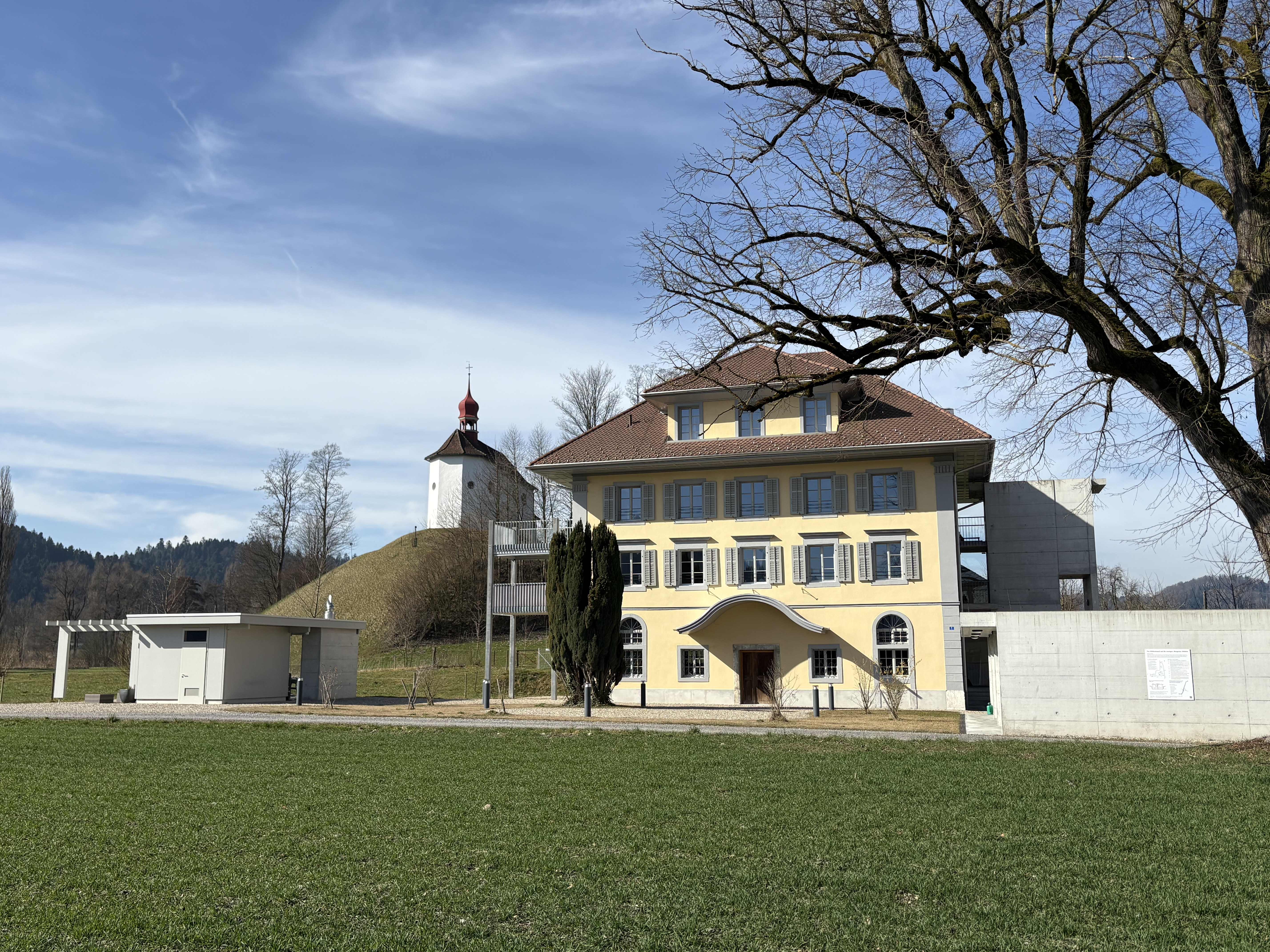
Gleiche Ansicht März 2025

Das 1974 gegründete Agrarmuseum Alberswil wurde im Juni 2021 nach einer umfassenden Neukonzeption wiedereröffnet. Das heutige Schweizerische Agrarmuseum Burgrain zeigt eine dreisprachige, interaktive Hauptausstellung, die Fragen rund um das Thema nachhaltige Lebensmittelproduktion thematisiert und diese mit über hundert historischen Objekten aus der Landwirtschaft und über zweihundert historischen Fotografien von Ernst Brunner verbindet.

## Impressionen

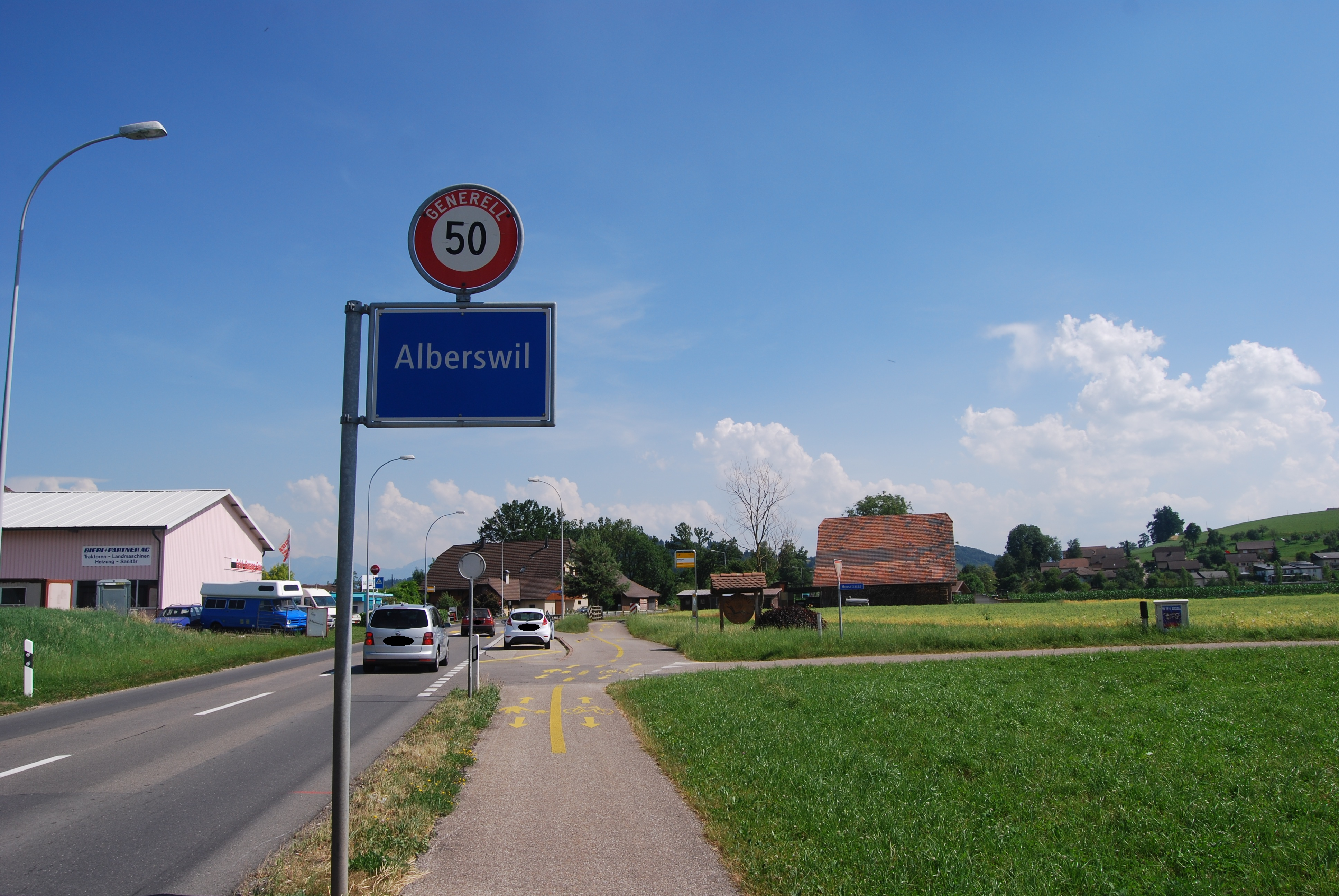
Dorfeingang von Alberswil von Schötz her kommend
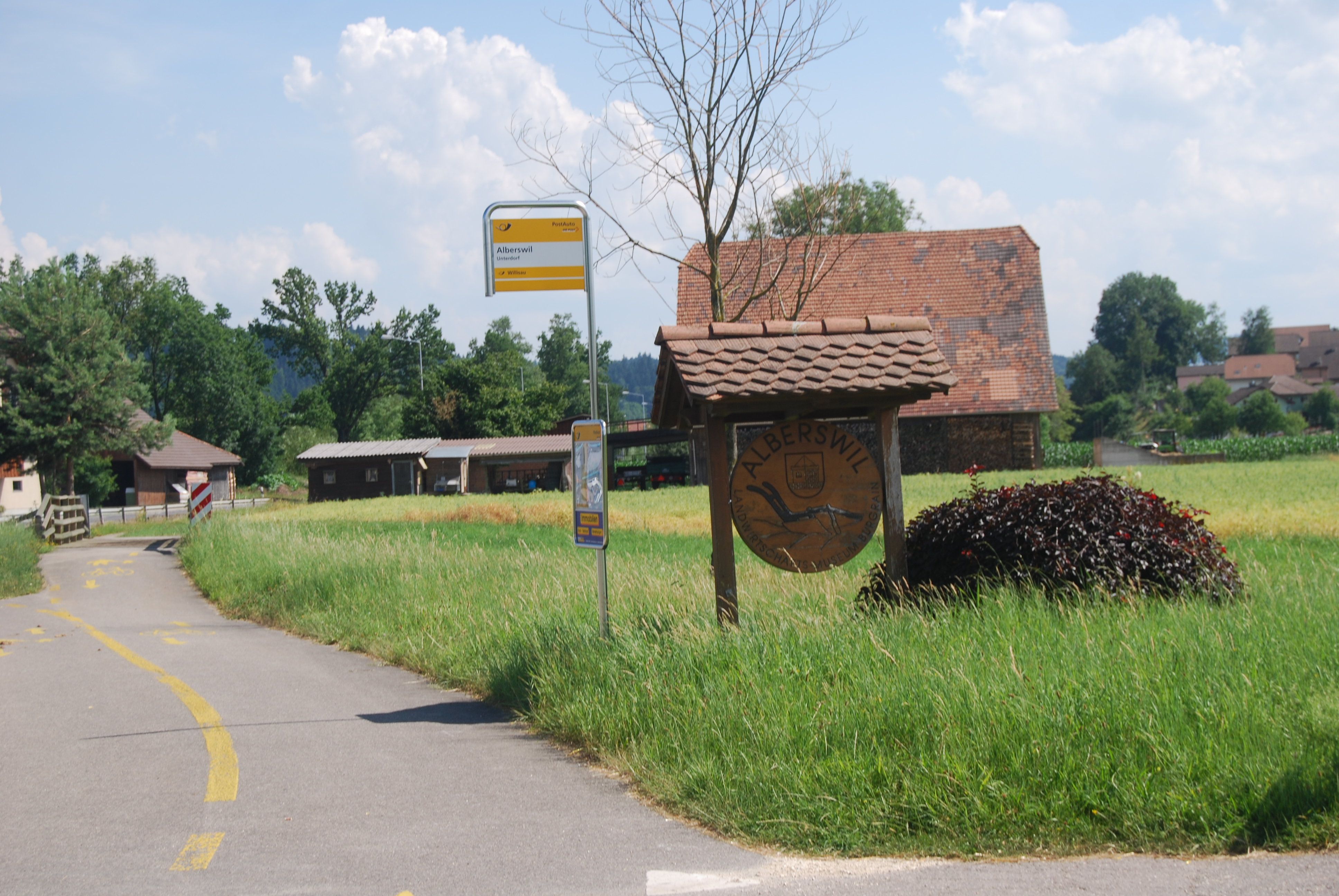
Bushaltestelle beim Dorfeingang von Alberswil
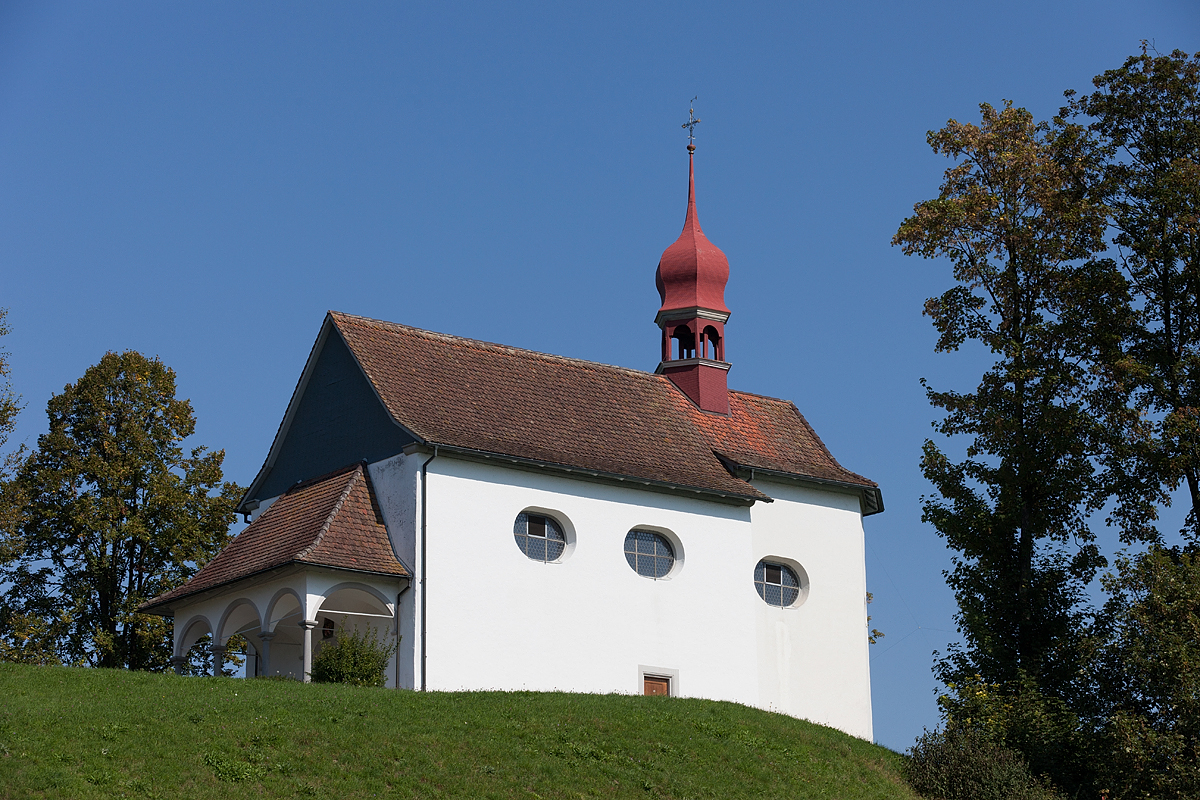
Kapelle St. Blasius
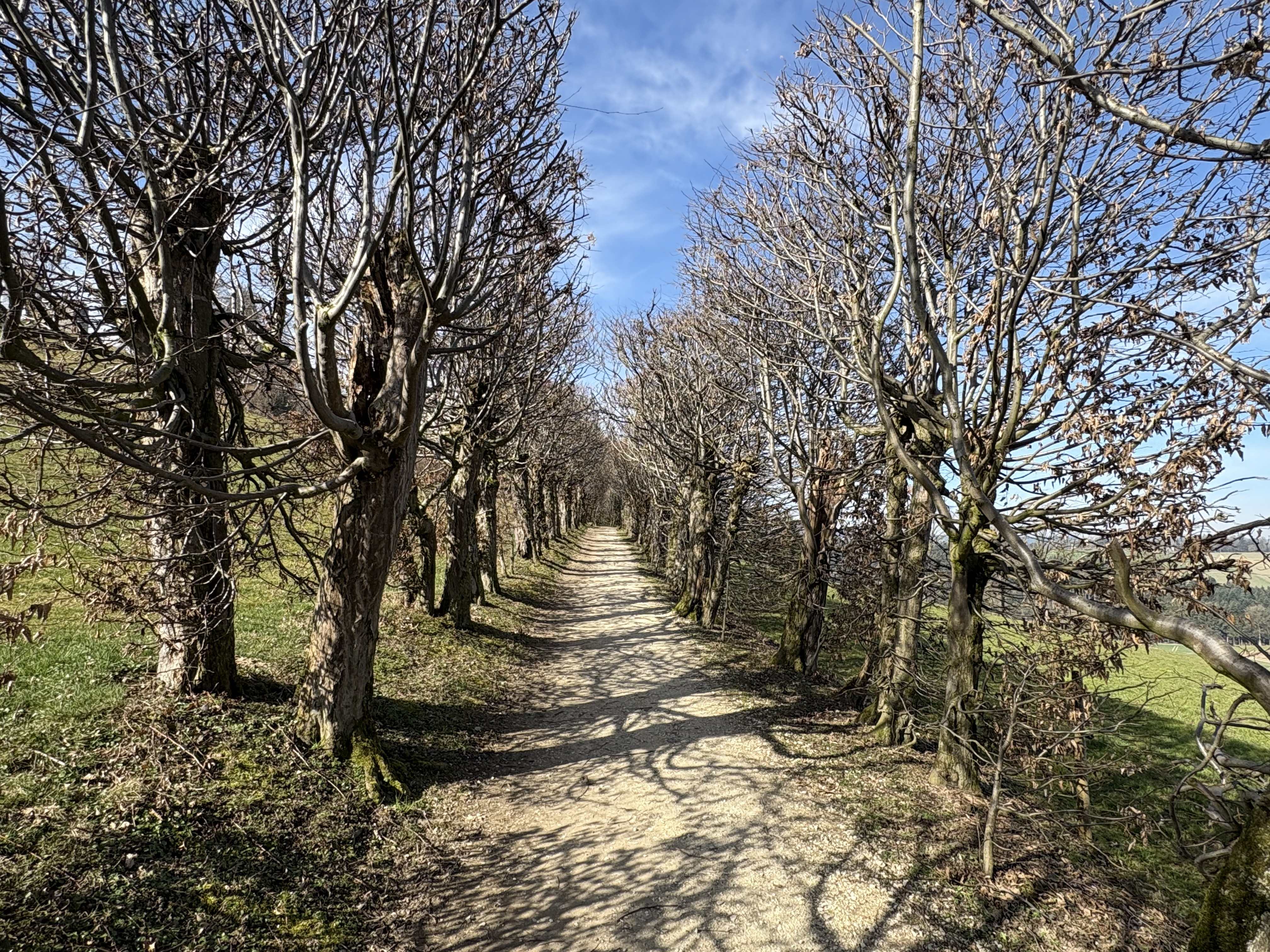
Laubengang beim Schloss Kastelen
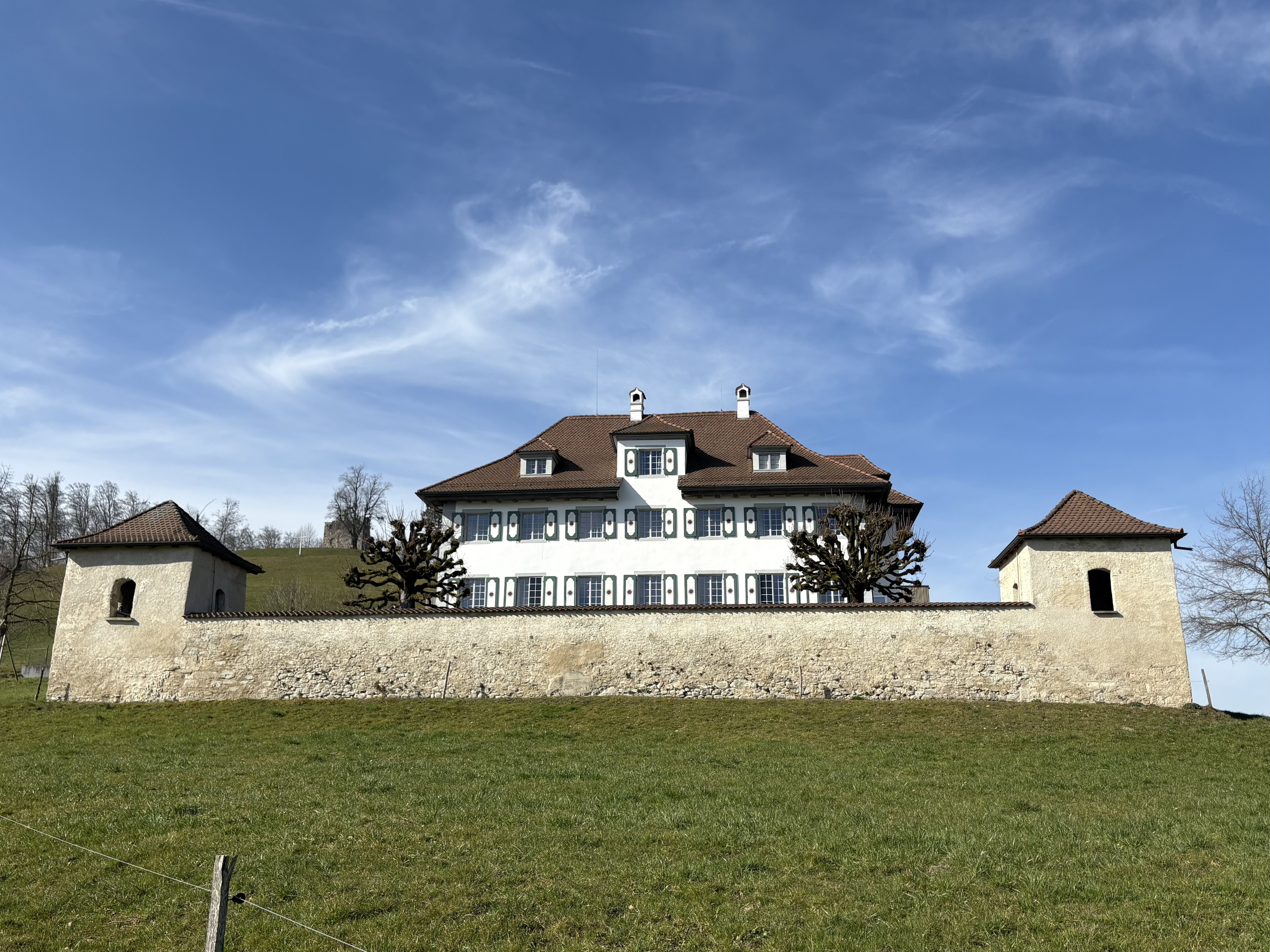
Herrenhaus Kastelen
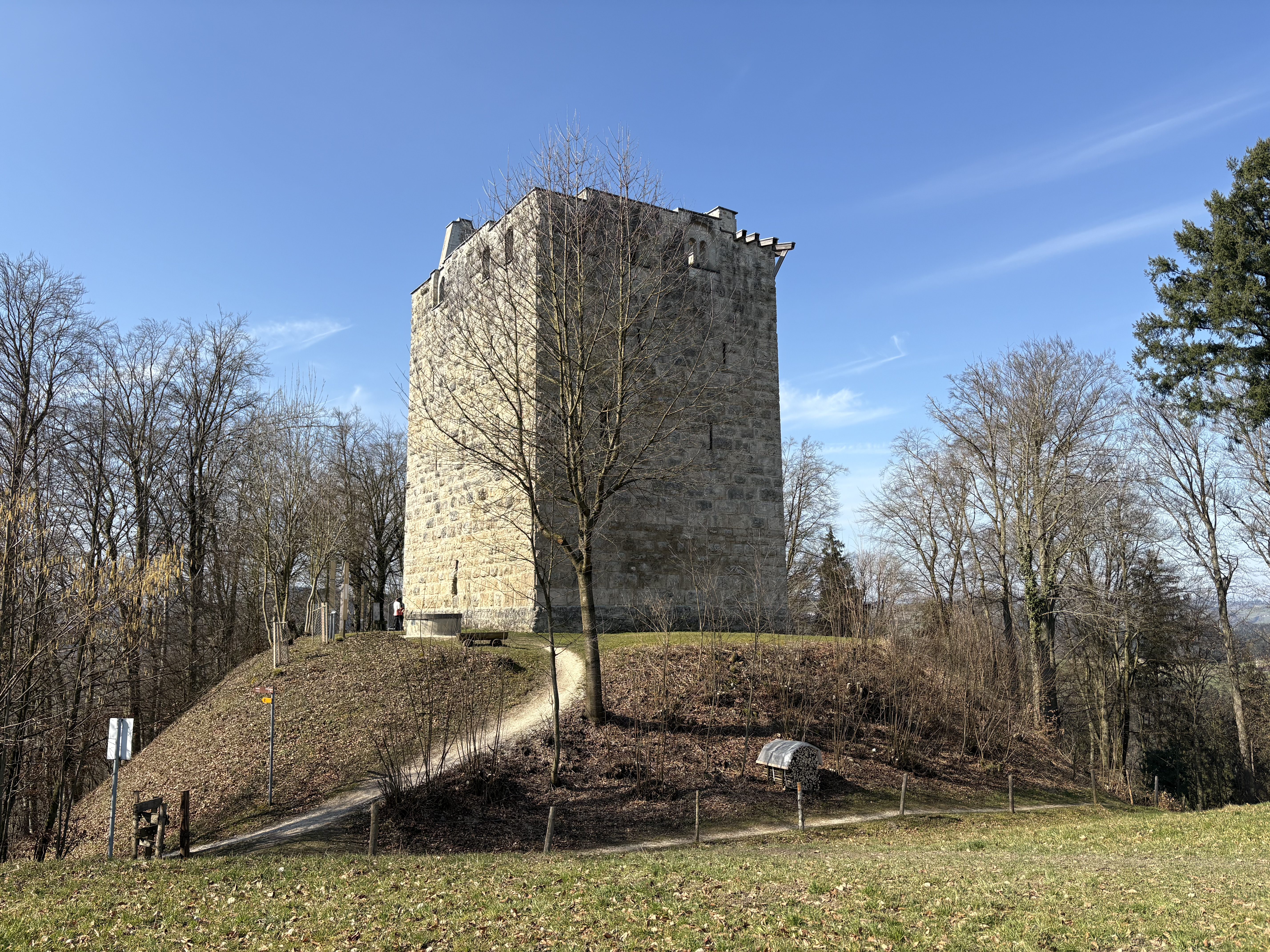
Ruine Kastelen

## Persönlichkeiten
- Hans Rudolf Fries (* 1955), Tierzuchtwissenschaftler